# Dlužela
Dlužela (× Heucherella) je druh pěstovaných rostlin patřící do čeledi lomikamenovité. Jde o křížence mezi dvěma odlišnými rody dlužicha (Heuchera) a mitrovnička (Tiarella). Mezirodoví kříženci jsou poměrně vzácní. Odborné pojmenování nového rodu vzniklo jako spojení jmen původních rodů. Jsou to atraktivní a vitální okrasné rostliny, ozdobné listy i květy, pěstované v mnoha kultivarech.

## Historie
Dlužela byla poprvé vyšlechtěna ve Francii v roce 1912 Emile Lemoinem, jenž vyšlechtil sterilní hybrid mezi druhy Heuchera × brizoides a Tiarella cordifolia. Později byl pojmenován × Heucherella tiarelloides. Kultivar ‚Bridget Bloom‘ byl vyšlechtěn v roce 1950 Percy Piperem, na podnět Alana Blooma. Je to kříženec mezi Heuchera ‚Freedom‘ s růžovými květy a druhem Tiarella wherryi. Byl předveden na Blooms of Bressingham v roce 1955 a zůstal v prodeji až do roku 1983, než byla vyšlechtěna odrůda ‚Rosalie‘ (Kemper, William T.) Tyto dvě květiny mají růžově červené listy, připomínající listy dlužichu a tiarellu. Kolem 1987 byly vyšlechtěny odrůdy ‚Tinian Pink‘ a ‚Tinian White‘ Charlesem Oliverem z Primrose Path. Dostaly komerční názvy "Pink Frost" a "Snow White".

## Popis
Dlužely tvoří shluky nebo malé trsy dekorativně zbarvených listů se vzpřímenými květními stonky vysokými 20–60 cm. Květy jsou uspořádány v dlouhých latách.

## Pěstování
Většina dlužel preferuje částečný stín, ačkoli novější odrůdy jsou spíše tolerantní k oslunění. Pěstování odrůd heucherelly závisí na šlechtitelské linii kultivaru. Dlužely vyšlechtěné ze stínomilných dlužich porostou lépe ve stínu, nebo polostínu, ale ty, jež byly vyšlechtěny ze světlomilných dlužich, lépe porostou na plném slunci. Většina dlužel má nejjasnější barvy olistění, když rostou v částečném stínu (nejlépe odpoledním stínu). Dlužely jsou doporučeny v USA v zónách 4–9. V mírnějších oblastech jsou stálezelené.
Druh dává přednost propustné humózní půdě s pravidelnou zálivkou. Nejlepší barevné olistění tvoří v chladných obdobích roku, na jaře nebo na podzim. Trsy je třeba rozdělit každé tři až čtyři roky.

## Použití
Mohou být použity půdokryvné rostliny pod keři, například pod svídami nebo krásnoplodkami, nebo v záhonech ve spojení s hostami, kapradinami, čechravami a dalšími stínomilnými trvalkami. Heucherelly mohou být také umístěny ve velkých nádobách.

## Choroby a škůdci
Netrpí škůdci ani chorobami, pokud jsou pěstovány ve vhodné půdě a ve správných podmínkách.